# Nuoto ai XVI Giochi del Mediterraneo - Staffetta 4x200 metri stile libero maschile

## Record
Prima di questa competizione, il record del mondo (WR) e il record dei Giochi del Mediterraneo (GR) erano i seguenti:
|  | 6'58"56 | Stati Uniti Michael Phelps Ryan Lochte Ricky Berens Peter Vanderkaay         | 13 agosto 2008 Pechino, Cina   |
|  | 7'18"48 | Italia Matteo Pelliciari Emiliano Brembilla Christian Galenda David Berbotto | 26 giugno 2005 Almería, Spagna |

Durante l'evento la squadra italiana ha migliorato il record dei Giochi sia in batteria che in finale:
| Data      | Evento      | Atleta                                                             | Nazione | Tempo   | Record |
| --------- | ----------- | ------------------------------------------------------------------ | ------- | ------- | ------ |
| 29 giugno | 1ª batteria | Andrea Busato Cesare Schiocchetti Nicola Cassio Emiliano Brembilla | Italia  | 7'17"08 |        |
| 29 giugno | Finale      | Emiliano Brembilla Marco Belotti Gianluca Maglia Filippo Magnini   | Italia  | 7'09"44 |        |

## Batterie
Lunedì 29 giugno 2009, alle ore 11:40 CEST, si è svolta una batteria di qualificazione, vinta dalla squadra italiana con il tempo record di 7'17"08.
| Posizione | Corsia | Atleti                                                                  | Paese   | Tempo   | Note |
| --------- | ------ | ----------------------------------------------------------------------- | ------- | ------- | ---- |
| 1         | 6      | Andrea Busato Cesare Schiocchetti Nicola Cassio Emiliano Brembilla      | Italia  | 7'17"08 | Q,   |
| 2         | 5      | Jérémy Stravius Sebastien Bodet Kevin Trannoy Guillaume Strohmeyer      | Francia | 7'21"22 | Q    |
| 3         | 7      | José A. Alonso Eloi Saumell Rufino Regueira Suarez Marco Rivera Miranda | Spagna  | 7'22"31 | Q    |
| 4         | 3      | Christos Moutsos Matteo Lioupis Georgios Demetios Andreas Zisimos       | Grecia  | 7'52"67 | Q    |
| 5         | 1      | Ahmed Mathlouthi Farouk Omar Ben Jeddi Taki Mrabet Oussama Mellouli     | Tunisia | 7'55"61 | Q    |
| 6         | 4      | Dominik Straga Sasa Impric Mario Delac Niksa Roki                       | Croazia | 8'03"52 | Q    |
| 7         | 2      | Makram Fatoul Mahmoud Daaboul Nadim Barakat Georges Fatoul              | Libano  | 8'49"55 | Q    |

## Finale
La finale, che si svolge lunedì 29 giugno alle ore 18:56, viene vinta dalla squadra italiana che stabilisce il nuovo record dei Giochi con il tempo di 7'09"44.
| Posizione | Corsia | Atleti                                                                            | Paese   | Tempo   | Note |
| --------- | ------ | --------------------------------------------------------------------------------- | ------- | ------- | ---- |
|           | 4      | Emiliano Brembilla Marco Belotti Gianluca Maglia Filippo Magnini                  | Italia  | 7'09"44 |      |
|           | 5      | Jérémy Stravius Kevin Trannoy Sebastien Bodet Guillaume Strohmeyer                | Francia | 7'13"27 |      |
|           | 6      | Andreas Zisimos Georgios Demetios Christos Moutsos Ioannis Giannoulis             | Grecia  | 7'16"39 |      |
| 4         | 2      | Farouk Omar Ben Jeddi Ahmed Mathlouthi Taki Mrabet Oussama Mellouli               | Tunisia | 7'21"56 |      |
| 5         | 3      | José A. Alonso Alex Villaecija Garcia Rufino Regueira Suarez Marco Rivera Miranda | Spagna  | 7'21"73 |      |
| 6         | 7      | Dominik Straga Sasa Impric Mario Delac Niksa Roki                                 | Croazia | 7'29"96 |      |
| 7         | 1      | Makram Fatoul Mahmoud Daaboul Nadim Barakat Georges Fatoul                        | Libano  | 8'22"80 |      |